# El Peñedo
El Peñedo (en asturiano: El Penéu) es una entidad de población española de la parroquia de San Juan de Piñera, perteneciente al municipio de Cudillero, en la comunidad autónoma de Asturias.

## Historia
Hacia mediados del siglo XIX, el lugar, ya por entonces perteneciente a Cudillero, tenía contabilizada una población de sesenta habitantes. Aparece descrito en el duodécimo volumen del Diccionario geográfico-estadístico-histórico de España y sus posesiones de Ultramar de Pascual Madoz con las siguientes palabras:

PEÑEDO (el): l. en la prov. de Oviedo, ayunt. de Cudillero y felig. de San Juan de Piñera. sit. sobre un cerrito entre San Juan de Villademar con direccion á una hondonada de la parte de abajo de Villademar, siguiendo hácia Cudillero. Su terreno es de buena calidad y fértil. prod.: maiz, habas, patatas y demas frutos de consumo en el pais. pobl.: 14 vec., 60 almas.
(Madoz, 1849, p. 790)

En 2023, la entidad singular de población tenía empadronados ocho habitantes y el núcleo de población, los mismos.